# Björn Schilder
Björn Schilder (Purmerend, 3 mei 1979) is een voormalig Nederlandse voetballer.
Schilder is afkomstig uit de jeugdopleiding van FC Groningen en maakte zijn debuut op 5 april 1998. De destijds achttienjarige verdediger kwam in het thuisduel tegen Roda JC na 60 minuten voetballen in het veld. Drie dagen later maakte hij zijn debuut als basisspeler tegen SC Heerenveen. Schilder werd echter nooit een vaste basisklant in het Oosterpark, onder meer door veelvuldig blessureleed. Na vier seizoenen en 21 wedstrijden besloot de Purmerender het Oosterpark om te ruilen voor de Langeleegte.
Maar ook bij BV Veendam kwam Schilder niet tot volle wasdom. In twee seizoenen kwam de voetballer niet verder dan 28 wedstrijden. 